# Charançon du lin
Anagotus fairburni
Espèce
Répartition géographique
Le charançon du lin (Anagotus fairburni, mais également Phaeophanus fairburni ou Phoxoteles fairburni) est un insecte endémique de la Nouvelle-Zélande.

## Observation

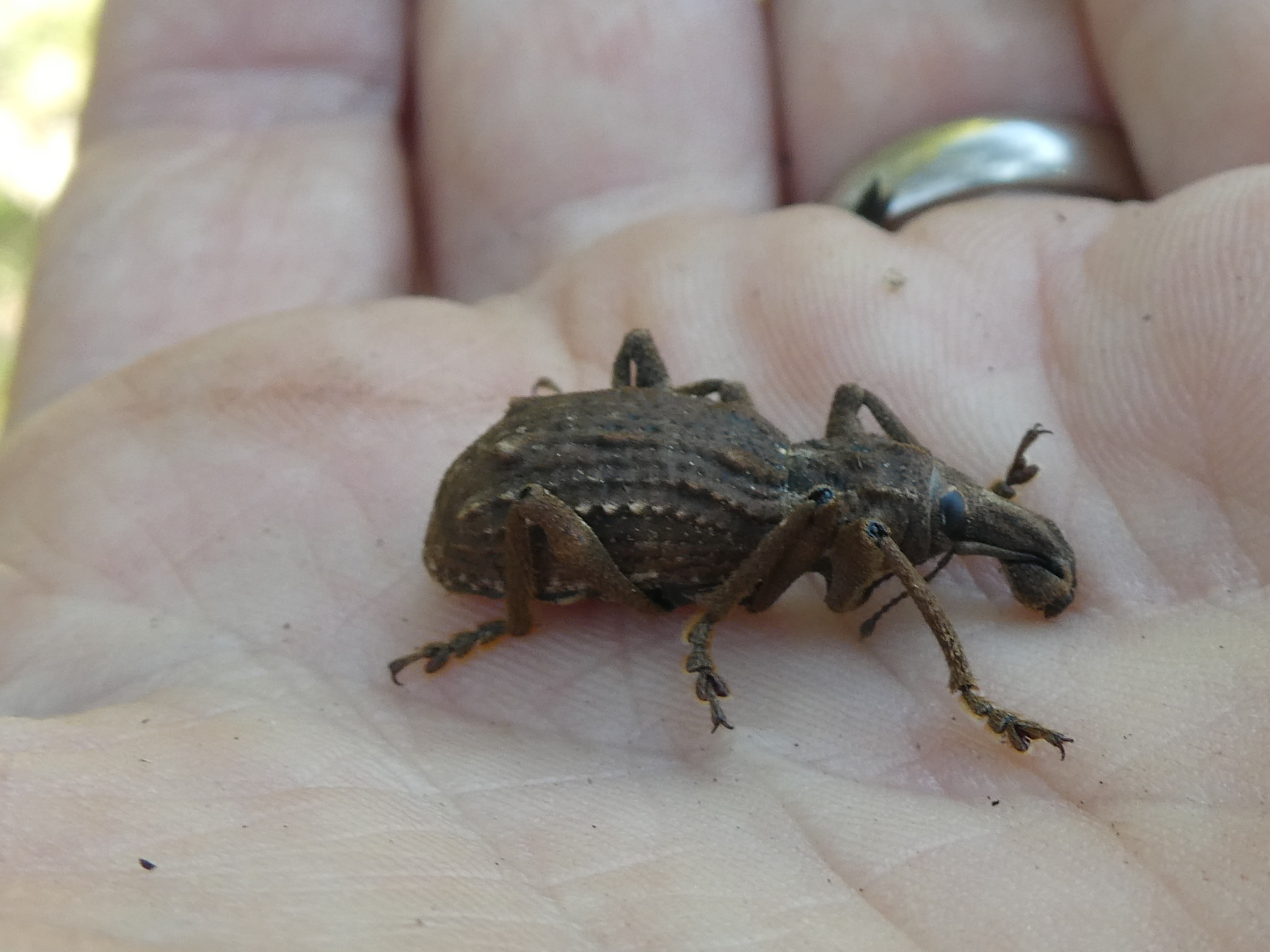
Anagotus fairburni

Le charançon du lin est observé et décrit pour la première fois en 1932 par Albert E. Brookes sur l'île d'Urville, dans les Marlborough Sounds,.

## Distribution
L'insecte est initialement présent dans de nombreuses îles des Marlborough Sounds, mais également à l'extrême nord de l'archipel, par exemple dans les îles Poor Knights ou l'île de la Petite Barrière, ainsi qu'à l'extrême sud, dans les îles qui avoisinent l'île Stewart ; il est également présent sur les principales îles, spécialement dans certains massifs montagneux comme celui du mont Stokes,.

## Menaces
Les prédateurs naturels de cette espèce sont essentiellement les mammifères invasifs introduits par l'homme dans les écosystèmes constituant son habitat : rats, taupes. Les populations actuelles n'ont survécu que dans les espaces où ces espèces invasives n'ont pas été introduites ou ont été éliminées,,,.